# Space Cops – Tatort Demeter City
Space Cops – Tatort Demeter City (Originaltitel: Space Precinct) ist eine Science-Fiction-Fernsehserie, die in Gemeinschaftsproduktion mit dem Vereinigten Königreich in den Jahren 1994 und 1995 entstand und in Syndikation ausgestrahlt wurde.

## Handlung
Der New Yorker Polizist Patrick Brogan wird im Jahr 2040 in das Polizeirevier in Demeter City, der Hauptstadt des Planeten Altor, versetzt. Für seine Familie, zu der seine Frau Sally und die Kinder Liz und Matt gehören, bedeutet dies eine große Umstellung ihrer Lebensgewohnheiten. Zusammen mit seinem Partner Jack Haldane und den meist außerirdischen Kollegen der Rassen der Tarns und der Creons, kämpft er gegen das organisierte Verbrechen.

## Hintergrundinformationen
Erfinder der Serie ist Gerry Anderson, er machte sich bereits mit den Science-Fiction-Serien Mondbasis Alpha 1 und UFO einen Namen. Bekannt wurde er vor allem durch die Puppenserien Thunderbirds und Captain Scarlet. Die Idee zu dieser Serie hatte er bereits im Jahr 1986. In diesem Jahr produzierte er den als Pilotfilm gedachten und bisher ungesendeten Spielfilm Space Police, in dem Shane Rimmer die Rolle des Brogan übernahm.

## Ausstrahlung
Obwohl man die Serie eigentlich als britische Produktion bezeichnen kann, wurde die Serie ein halbes Jahr vor der britischen Erstausstrahlung (ab März 1995) in den USA (ab Oktober 1994) erstmals im Fernsehen in Syndikation gezeigt. In Deutschland wurde die Serie bei RTL ab dem 21. April 1996 immer sonntags  erstausgestrahlt. Zwischen Januar 1998 und April 2000 wurde sie mehrfach bei RTL II wiederholt. Seitdem erfolgten keinerlei weitere Ausstrahlungen.